# Guelatao de Juárez
Guelatao de Juárez es una población perteneciente a la región Sierra de Juárez de Oaxaca. En 2020 contaba con 616 habitantes. Es conocido por ser el pueblo natal del expresidente mexicano Benito Juárez. Su característica geográfica más notable es una pequeña laguna ubicada en el centro del pueblo. Guelatao está catalogado como un pueblo indígena zapoteca. Su forma de tenencia de la tierra es por bienes comunales, y su sistema político se rige por Sistemas Normativos Indígenas.

## Toponimia
El nombre de Guelatao proviene de una palabra de la lengua zapoteca que se pronuncia yelatoo o guelatoo. Tanto yela como guela significan laguna. La terminación too es un diminutivo, por lo que el nombre puede interpretarse como lagunita o lagunilla. Un significado alternativo propuesto por los habitantes de Guelatao es laguna encantada. Ambas interpretaciones hacen referencia a la laguna que hay en el centro del pueblo, que es conocida como Laguna Encantada.
Antes del siglo XX, el poblado se llamaba San Pablo Guelatao en referencia a su santo patrono, San Pablo Apóstol. No obstante, en 1900 cambió su nombre al actual Guelatao de Juárez. Esto, en referencia a Benito Juárez, su habitante más conocido.

## Historia
En tiempos prehispánicos, los primeros pobladores de Guelatao emigraron de lo que hoy es San Juan Chicomezúchil. Se desconoce la fecha exacta. Se establecieron en un lugar llamado Rabetze. Algunos migraron nuevamente a un área entre Santa María Yahuiche e Ixtlán de Juárez que se llamó Raa-xiac. Entre 1560 y 1580 se establecieron en el lugar donde actualmente se ubica el poblado.
El territorio formaba parte de Ixtlán, pero los pobladores tempranos de Guelatao entraron en un contrato con dicha población. Los de Guelatao tenían que tributar seis pesos de oro y asistir con ofrendas anualmente a la fiesta patronal de Ixtlán. Alrededor de 1632, se rehusaron a continuar con estas obligaciones, lo que inició un conflicto en el que intervinieron autoridades virreinales, de Antequera, de Capulálpam, Ixtepeji, entre otras.
Cerca de 1824, Guelatao, que hasta entonces era considerado un barrio de Ixtlán, adquirió la categoría de pueblo. En 1900 se le dio la categoría de 'villa', mientras que en 1939 se volvió cabecera de municipio. En 1972, el entonces presidente Luis Echeverría Álvarez emitió un decreto donde se definieron los límites territoriales de Guelatao.

## Geografía

### Ubicación
Guelatao de Juárez es la cabecera y principal población del municipio del mismo nombre. Se localiza en el estado mexicano de Oaxaca, en la región Sierra de Juárez, en el distrito de Ixtlán. Se ubica en las coordenadas: latitud norte 17° 19’ y longitud oeste 96° 29’, a una altitud de entre 1,500 y 2,100 m s. n. m. La superficie total del municipio es de 442.5 hectáreas.
El municipio al que pertenece colinda al norte, este y oeste con el municipio de Ixtlán de Juárez y al sur con el de San Juan Chicomezúchil. Las localidades más cercanas a Guelatao son Santa María Yahuiche, San Juan Chicomezúchil e Ixtlán de Juárez.
Guelatao se ubica a 62 kilómetros de la capital del estado, a la que está conectado por la carretera federal 175.

### Hidrografía
Pertenece a la región hidrológica del Papaloapan, a la cuenca del río Papaloapan y a la subcuenca del río Quiotepec. Sus corrientes de agua perennes son el río Yoo Betoo (también escrito Sho Betoo) y el río Grande.
También cuenta con una laguna con 60 metros de diámetro y 12 de profundidad, conocida coloquialmente como Laguna Encantada.

### Flora y fauna
Sus partes más elevadas tienen vegetación secundaria arbustiva de bosque de pino-encino y las más bajas vegetación secundaria arbustiva de selva baja caducifolia. También cuenta con porciones de agricultura de temporal anual.

### Clima
El 82.96% del municipio tiene un clima semicálido subhúmedo con lluvias en verano y el restante tiene un clima templado subhúmedo con lluvias en verano. Su rango de precipitación es de 700 a 1000 milímetros anuales de lluvia.

## Festividades
Guelatao tiene tres fechas importantes que se celebran cada año:
- Fiesta patronal de San Pablo Apóstol (23‑25 de enero):[7] honra al santo patrono local con comidas, bandas filarmónicas, misas, concursos y calendas.
- Natalicio de Benito Juárez (21 de marzo):[22] conmemora el nacimiento del expresidente originario del pueblo. En 2019, el entonces presidente Andrés Manuel López Obrador comenzó a asistir a esta festividad anualmente.[23] Desde 2025, la presidenta Claudia Sheinbaum ha continuado con esa tradición.[24]
- Aniversario de la radiodifusora XEGLO (17 de noviembre):[7] conmemora la fundación en 1990 de La Voz de la Sierra Juárez (XEGLO/XEGHJO), emisora del Instituto Nacional de los Pueblos Indígenas con sede en Guelatao.

## Personas Notables
- Benito Juárez: expresidente mexicano
- Yuma Díaz: artista multidisciplinaria.[25]
- Luna Marán: cineasta y activista.
- Jaime Martínez Luna: escritor y filósofo proponente de la comunalidad.
- Faustino Méndez López: músico compositor, autor del Himno a Juárez.

## Hermanamientos
- Sabinas Hidalgo, Estado de Nuevo León (2006)[26]